# 茅ヶ崎郵便局
茅ヶ崎郵便局（ちがさきゆうびんきょく）は神奈川県茅ヶ崎市新栄町にある郵便局。民営化前の分類では集配普通郵便局であった。

## 概要
住所：〒253-8799 神奈川県茅ヶ崎市新栄町13-20

### 併設施設
- ゆうちょ銀行茅ヶ崎店（さいたま支店茅ヶ崎出張所）：取扱店番号020220

## 沿革
- 1875年（明治8年）1月18日 - 茅ヶ崎郵便局（五等）として開設[1]。
- 1885年（明治18年）10月1日 - 貯金取扱を開始[1]。
- 1890年（明治23年）4月1日 - 為替取扱を開始[1]。
- 1956年（昭和31年）2月1日 - 電話通話および和文電報受付事務の取扱を開始[2]。
- 1984年（昭和59年）2月 - 局舎落成。
- 1994年（平成6年）7月1日 - 外国通貨の両替および旅行小切手の売買に関する業務取扱を開始。
- 2007年（平成19年）10月1日 - 民営化に伴い、併設された郵便事業茅ヶ崎支店、ゆうちょ銀行茅ヶ崎店に一部業務を移管。
- 2012年（平成24年）10月1日 - 日本郵便株式会社発足に伴い、郵便事業茅ヶ崎支店を茅ヶ崎郵便局に統合。
- 2016年（平成28年）6月13日 - ゆうゆう窓口の24時間営業を廃止。

## 取扱内容

### 茅ヶ崎郵便局
- 郵便、印紙、ゆうパック、内容証明
- 生命保険、バイク自賠責保険、自動車保険
- 「253-00xx」区域（茅ヶ崎市の全域）の集配業務
- ゆうゆう窓口

### ゆうちょ銀行茅ヶ崎店
- 貯金、貸付、為替、振替、振込、国際送金、外貨両替、国債、投資信託、変額年金保険
- ATM

## 風景印
- 図案は烏帽子岩・国木田独歩石碑。局名表記は「茅ヶ崎」
- 使用開始日は1960年（昭和35年）12月15日

## 周辺
- 茅ヶ崎市役所
- 茅ケ崎警察署
- 茅ヶ崎市民文化会館
- イオン（旧：ジャスコ）茅ヶ崎中央店
- イオンスタイル（旧：サティ）湘南茅ケ崎

## アクセス
- JR東海道線（上野東京ライン・湘南新宿ライン）・相模線 茅ケ崎駅（北口）から徒歩約7分
- 神奈中バス 茅ヶ崎四ツ角停留所下車
- 新湘南バイパス 茅ヶ崎西ICから東へ約2.5km
- 国道1号沿い
- 駐車場あり：10台